# Nektarniki
Nektarniki, cukrzyki (Nectariniidae) – rodzina ptaków z rzędu wróblowych (Passeriformes), obejmująca około stu czterdziestu gatunków ptaków. Występują w Afryce, południowej Azji i Oceanii, jeden gatunek – nektarnik ciemnogardły (Cinnyris jugularis) – także w Australii.

## Charakterystyka
Są to małe ptaki z silnie zaznaczonym dymorfizmem płciowym, samce są ubarwione bardzo kolorowo, często połyskliwie. Odżywiają się głównie nektarem, czasami, zwłaszcza w sezonie lęgowym, polują na owady.
Nektarniki zajmują taką samą niszę ekologiczną w Afryce i Azji co kolibry w Ameryce i miodojady w Australii. Na skutek ewolucji konwergentnej te trzy bliżej ze sobą niespokrewnione grupy ptaków są bardzo podobne w wyglądzie zewnętrznym i zachowaniu.
Większość przedstawicieli nektarników potrafi zawisać w powietrzu podobnie jak kolibry, jednakże czynią to znacznie rzadziej, wolą pobierać nektar, siedząc na gałęzi.

## Systematyka
Takson blisko spokrewniony z kwiatówkami (Dicaeidae). Do rodziny należą następujące rodzaje:
- Arachnothera Temminck, 1826
- Kurochkinegramma Kashin, 1978 – jedynym przedstawicielem jest Kurochkinegramma hypogrammicum (S. Müller, 1843) – nektarzyn
- Chalcoparia Cabanis, 1851 – jedynym przedstawicielem jest Chalcoparia singalensis (J.F. Gmelin, 1789) – nektarzyk czerwonouchy
- Deleornis Wolters, 1977
- Anthreptes Swainson, 1832
- Hedydipna Cabanis, 1851
- Anabathmis Reichenow, 1905
- Dreptes Reichenow, 1914 – jedynym przedstawicielem jest Dreptes thomensis (Bocage, 1889) – nektarnik posępny
- Anthobaphes Cabanis, 1851 – jedynym przedstawicielem jest Anthobaphes violacea (Linnaeus, 1766) – nektarnik przylądkowy
- Cyanomitra Reichenbach, 1853
- Chalcomitra Reichenbach, 1853
- Leptocoma Cabanis, 1851
- Nectarinia Illiger, 1811
- Drepanorhynchus G.A. Fischer & Reichenow, 1884 – jedynym przedstawicielem jest Drepanorhynchus reichenowi G.A. Fischer, 1884 – nektarnik złocisty
- Cinnyris Cuvier, 1816
- Aethopyga Cabanis, 1851